# Chrysoprasis aurigena
Chrysoprasis aurigena là một loài bọ cánh cứng trong họ Cerambycidae.